# 221 v.Chr.

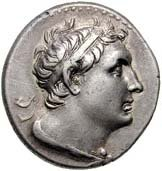
Ptolemaeus III

Het jaar 221 v.Chr. is een jaartal in de 3e eeuw v.Chr. volgens de christelijke jaartelling.

## Gebeurtenissen

### Italië
- In Rome laat Gaius Flaminius het Circus Flaminius op het Marsveld bouwen. Het stadion wordt gebruikt voor gladiatorgevechten en wagenrennen.
- Corsica wordt een provincia van het Romeinse Rijk.

### China
- Qin Shi Huangdi (259 - 210 v.Chr.) wordt de eerste keizer van het Chinese Keizerrijk, hij verovert de Qi (staat) en verenigt de Strijdende Staten.

### Egypte
- Ptolemaeus IV Philopator (221 - 205 v.Chr.) volgt zijn vader op als vierde farao van de Ptolemaeën.
- Berenice II wordt door paleisintriges in Alexandrië vermoord, het Egyptische rijk raakt in verval.
- Cleomenes III van Sparta, wordt door Ptolemaeus IV beschuldigd van samenzwering en gevangengezet.

### Carthago
- Hasdrubal de Schone wordt tijdens een veldtocht in Spanje, door een Iberische slaaf vermoord. Hannibal, zoon van Hamilcar Barkas wordt benoemd tot opperbevelhebber van het Carthaagse leger.
- Hannibal Barkas maakt Carthago Nova (huidige Carthagena) tot nieuwe hoofdstad van Carthago.
- Hannibal onderwerpt de Iberische stammen in Tartessos, aan de monding van de rivier de Guadalquivir.

### Griekenland
- De 17-jarige Philippus V van Macedonië (221 - 179 v.Chr.) bestijgt de troon, nadat Antigonus III Doson is gesneuveld tegen de Illyriërs.

## Geboren
- Eumenes II (~221 v.Chr. - ~159 v.Chr.), koning van Pergamon

## Overleden
- Antigonus III Doson (~263 v.Chr. - ~221 v.Chr.), koning van Macedonië (42)
- Berenice II (~267 v.Chr. - ~221 v.Chr.), koningin van Egypte (46)
- Hasdrubal de Schone (~270 v.Chr. - ~221 v.Chr.), Carthaags staatsman en veldheer (49)
- Lucius Caecilius Metellus (~290 v.Chr. - ~221 v.Chr.), Romeins pontifex maximus en veldheer (69)
- Ptolemaeus III Euergetes I (~284 v.Chr. - ~221 v.Chr.), farao van Egypte (63)